# جيري ويلسون
جيري ويلسون هو لاعب هوكي الجليد كندي، ولد في 10 أبريل 1937 في إدمونتون في كندا، وتوفي في 22 مارس 2011 في وينيبيغ في كندا.

## وصلات خارجية
- جيري ويلسون على موقع دوري الهوكي الوطني (الإنجليزية)
- جيري ويلسون على موقع قاعة مشاهير الهوكي (لاعب أن.إتش.أل) (الإنجليزية)
- جيري ويلسون على موقع EliteProspects.com (الإنجليزية)
- جيري ويلسون على موقع HockeyDB.com (الإنجليزية)
- جيري ويلسون على موقع Hockey-Reference.com (الإنجليزية)